# Château de la Grézillonaye
Le château de la Grézillonaye est un château situé dans la commune de Guichen en Bretagne. 
Il se situe à proximité de la rivière du Canut. Il existe depuis 1427.

## Histoire
Le château appartient actuellement[Quand ?] aux Talhouët de Boishorand.

### Différents propriétaires
- De la Grézillonaye (ramage de la maison de Lohéac) [1],[2]
- De la Lande (XIVe siècle)
- D'Acigné (XVe siècle)
- De Cossé
- Du Bouëxic
- Talhouët de Boishorand